# صلاح الدين عقال
صلاح الدين عقال (ولد 1 يناير، 1984) في المغرب وهو لاعب وسط زاول رفقت عدة فرق منها الرجاء البيضاوي والجيش الملكي وقد أنهى مسيرته الكروية رفقة الكوكب المراكشي
لعب للمنتخب المغربي تحت-20 في كأس الأمم الأفريقية عام 2003.
في 2004 بدأ اللعب لأولمبيك خريبكة.
مثل المنتخب المغربي في اولمبياد 2004, والذي خرج في الجولة الأولى، في المركز الثالث بالمجموعة 4, خلف متصدري المجموعة العراق وصاحب المركز الثاني كوستاريكا.
في 2005 أصبح كابتن للفريق المغربي أثناء ألعاب البحر الأبيض المتوسط 2005 في المرية.

## مسيرته مع الاندية
- أولمبيك خريبكة
- نادي الحزم السعودي
- نادي الطائي السعودي
- نادي الاتفاق السعودي
- نادي الحزم السعودي
- نادي الرائد السعودي
- نادي التعاون السعودي
- نادي الجيش الملكي المغربي
- نادي الرجاء البيضاوي المغربي

## روابط خارجية
- صلاح الدين عقال على موقع قاعدة بيانات كرة القدم.إي يو (الإنجليزية)
- صلاح الدين عقال على موقع ناشيونال فوتبول تيمز (الإنجليزية)
- صلاح الدين عقال على موقع كووورة
- صلاح الدين عقال على موقع أوليمبيديا (الإنجليزية)